# Блэксэд
«Блэксэд» (фр. Blacksad) — популярная серия нуарных комиксов, созданная испанскими авторами Хуаном Диасом Каналесом (сценарий) и Хуанхо Гуарнидо (рисунки) и публикующаяся французским издательством Dargaud. Несмотря на то, что оба автора испанцы, роман был нацелен на французский рынок и изначально впервые публиковался во Франции, в то время как испанская версия публиковалась примерно через месяц.  Первый том под названием «Где-то среди теней» (фр. Quelque part entre les ombres; в США называется просто «Blacksad») был опубликован в ноябре 2000 года. Второй том, «Полярная нация», (фр. Arctic-Nation) была опубликована в марте 2003; третий, «Красная душа» (фр. Âme Rouge), — в ноябре 2005; четвёртый, «Ад безмолвия» (фр. L'Enfer, le silence), — в сентябре 2010; в ноябре 2013 года вышел пятый том «Амарилло». В 2021 и 2023 годах вышли шестой и седьмой тома под общим названием «Итак, всё падает» (сюжет, разделённый на две части).
Успех пришёл к серии уже с выходом первого тома, выпущенного авторами, не имевшими опыта создания комиксов и графических романов. Только во Франции было продано более двухсот тысяч копий первого тома. Впоследствии книги были переведены на: английский, арабский, болгарский, венгерский, греческий, голландский, датский, исландский, итальянский, каталанский, китайский, немецкий, норвежский, польский, португальский, румынский, русский, сербский, турецкий, украинский, финский, хорватский, чешский, шведский и японский.
За эти серии Гуарнидо и Диас Каналес были удостоены нескольких премий: три номинации в 2004 году и две победы в 2013 году на премии Айснера, а также приз в номинации «произведение искусства» на международном фестивале комиксов в Ангулеме.
Игровая адаптация по «Блэксэду» под названием Blacksad: Under the Skin была разработана испанской компанией Pendulo Studios и выпущена в 2019 году.

## Описание
Действие сюжета, исполненного в стиле детективов нуар, происходит в США конца 1950-х годов. Все персонажи — антропоморфные животные, вид которых отражает их индивидуальность, тип характера и роль в истории. Зачастую используются стереотипы о животных: например, почти все полицейские — псовые: немецкие овчарки, ищейки и лисы, а персонажами преступного мира являются рептилии или амфибии. Женские персонажи часто гораздо более похожи на людей, чем мужские.
Лента пытается отразить грязный, реалистичный взгляд и мрачный кинематографический стиль с помощью довольно чистых, реалистичных линий. Детализированные акварельные рисунки, включая реальные места и города, также способствуют реалистичности серии, несмотря на то, что персонажи — животные. Стиль рисования развивался на протяжении всей серии: в более поздних выпусках цвета были более чёткими, качественными и с меньшим количеством зернистых линий.

## Главные персонажи
- Джон Блэксэд — суровый частный детектив, чёрный кот с белым пятном на морде. Блэксэд вырос в бедном районе и провёл большую часть своей юности, убегая от полиции. Эти факторы и его участие во Второй мировой войне, вероятно, объясняют его неплохую меткость и хорошо развитые боевые навыки. Он также учился год в колледже на историческом факультете, пока его не исключили. Как и другие суровые детективы, Блэксэд описывает происходящее вокруг, добавляя циничные комментарии о зле окружающего его мира. Несчастен в любви, не способен завязать длительные отношения, часто по независящим от него обстоятельствам. Обычно носит тёмный костюм и плащ. Использует псевдоним «Джон Х. Блэкмор» в нескольких поддельных удостоверениях личности, в лице: коллектора, агента ФБР и таможенного служащего.

- Смирнов — комиссар полиции и друг Блэксэда. Немецкая овчарка. Смирнов дружит с Джоном и ценит его за честность и прямоту и иногда помогает ему добраться до богатых и влиятельных людей, к которым он не может попасть из-за «давления сверху». Есть жена и двое детей.

- Уикли — периодический помощник Блэксэда. Красная ласка, журналист издательства «Что новенького?» (англ. What’s news), жёлтой прессы. Отличается своим любопытством. Прозвище Уикли (англ. Weekly; Еженедельно) получил из-за скверного запаха: коллеги по работе утверждали, что он меняет бельё всего раз в неделю.

## Видеоигра
Blacksad: Under the Skin — приключенческая видеоигра, разработанная студией Pendulo Studios и изданная Microïds 5 ноября 2019 года на ПК, PlayStation 4, Xbox One, а 10 декабря 2019 года — на Switch. Разработчики решили создать оригинальную историю, не основанную на какой-либо истории по «Блэксэду», но по-прежнему вдохновлённую серией комиксов. Хронологически действие происходит между главами «Полярная нация» и «Красная душа». Игра была анонсирована в июле 2017 года, а первый тизер-трейлер был показан в августе 2018 года. Игра получила смешанные отзывы критиков: многие рецензенты похвалили её за верно переданную атмосферу из комиксов, но раскритиковали за множественные баги, сбои и длительное время загрузки.